# Liste des cardinaux créés par Benoît XIII (antipape)
L'antipape Benoît XIII (1394-1422) a créé 19 pseudo-cardinaux dans 7 consistoires, les 3 premiers se déroulant à Avignon et le dernier la veille de sa mort, tous ses cardinaux l’ayant délaissé.

## Consistoire du24 décembre 1395
- Pierre Blau, parent d'Urbain V, référendaire du pape, cardinal-diacre au titre des Saints-Anges (décès en 1409).

## Consistoire du22 septembre 1397
- Fernando Pérez Calvillo, évêque de Tarragone (décès en 1404)
- Jofré de Boïl (Gaufredo de Boyl), référendaire du pape (décès en 1400)
- Pedro Serra, évêque de Catane (décès en 1404)

## Consistoire du21 décembre 1397
- Berenguer d'Anglesola, évêque de Gérone (décès en 1408)
- Bonifacio Ammanati, notaire apostolique (décès en 1399)
- Louis Ier de Bar, parent de Charles VI et évêque de Langres (décès en 1430)

## Consistoire du9 mai 1404
- Miguel de Zalba, évêque de Pampelune
- Antoine de Challant, chancelier de Savoie

## Consistoire du22 septembre 1408
- Pierre Ravat (ou Rabat), archevêque de Toulouse
- Jean d'Armagnac, archevêque de Rouen
- Juan Martinez de Murillo, abbé de Monte-Aragon
- Carlos Jordan de Urriès y Pérez Salanova
- Alfonso Carrillo de Albornoz, administrateur du diocèse d'Osma

## Consistoire du14 décembre 1412
- Pedro Fonseca

## Consistoire du22 mai 1423
- Julian Lobera y Voltierra, administrateur du diocèse de Tarazona
- Ximeno Daha, auditeur de la Chambre pontificale
- Dominique de Bonnefoy (ou de Bonne-Espérance), prieur du monastère de Mont-Alègre à Tiana
- Jean Carrier, chapelain du comte Jean d'Armagnac et archidiacre de Rodez